# Cynthia Eager
Maureen Cynthia Eager, później Leeden i McDuff (ur. 24 listopada 1936 w Hongkongu, zm. 25 sierpnia 1996 w Keizer) – hongkońska pływaczka, uczestniczka Letnich Igrzysk Olimpijskich 1952.
Eager brała udział w pierwszych igrzyskach olimpijskich dla reprezentacji Hongkongu. Wystąpiła w eliminacjach dwóch konkurencji : 100 oraz 400 m stylem dowolnym. Zarówno w pierwszej, jak i drugiej konkurencji Eager zajmowała ostatnie siódme miejsce w swoim wyścigu eliminacyjnym i nie uzyskała awansów do kolejnych faz zawodów. Czasy jakie uzyskała to: 1:16,8 (100 m) oraz 5:55,8 (400 m).